# Jean-Marc Gounon
Jean-Marc André Gounon (Aubenas, 1º gennaio 1963) è un ex pilota automobilistico francese, che ha corso anche in Formula 1.
Ha fatto il suo debutto in massima serie il 24 ottobre 1993.
Ha partecipato a 9 gran premi senza conquistare punti.
Fa il suo esordio nei kart nel 1978. Nel 1985 passa alle gare con vetture a ruote scoperte in Formula Renault. in tre stagioni vince 6 gare e termina per due volte secondo nel campionato. Nel 1988 passa al campionato francese di Formula 3, ove conquista il titolo, condito da 5 vittorie l'anno seguente.
Nel 1990 passa alla Formula 3000 col team Mansell-Madgwick giungendo nono in classifica finale. L'anno seguente passa al team Mike Earle's 3001 ove vince una gara e giunge sesto in classifica generale. Nel 1992 corre per la DAMS, ottenendo anche in questa stagione una vittoria.
Nel 1993, dopo un test col team Larrousse, corre due gran premi di Formula 1 con la Minardi, costretto in entrambi casi al ritiro. L'anno seguente corre per sette volte con la non competitiva Simtek. Il miglior risultato è il 9º posto nel Gran Premio di Francia.
Abbandonata la Formula 1 correrà nei campionati con vetture turismo giungendo secondo nell'edizione 1997 della 24 Ore di Le Mans.

## Risultati in Formula 1
| 1993 | Scuderia | Vettura |  |  |  |  |  |  |  |  |  |  |  |  |  |  |     |     |  | Punti | Pos. |
| ---- | -------- | ------- |  |  |  |  |  |  |  |  |  |  |  |  |  |  | --- | --- |  | ----- | ---- |
| 1993 | Minardi  | M193    |  |  |  |  |  |  |  |  |  |  |  |  |  |  | Rit | Rit |  | 0     |      |

| 1994 | Scuderia | Vettura |  |  |  |  |  |  |   |    |     |     |    |     |    |  |  |  |  | Punti | Pos. |
| ---- | -------- | ------- |  |  |  |  |  |  | - | -- | --- | --- | -- | --- | -- |  |  |  |  | ----- | ---- |
| 1994 | Simtek   | S941    |  |  |  |  |  |  | 9 | 16 | Rit | Rit | 11 | Rit | 15 |  |  |  |  | 0     |      |

| Legenda | 1º posto     | 2º posto | 3º posto    | A punti         | Senza punti/Non class.  | Grassetto – Pole position Corsivo – Giro più veloce |
| Legenda | Squalificato | Ritirato | Non partito | Non qualificato | Solo prove/Terzo pilota | Grassetto – Pole position Corsivo – Giro più veloce |